# Jiří Svoboda (výtvarník)
Jiří Svoboda (přezdívaný Bohém, 13. ledna 1970, Třebíč – 17. března 1999, Brno) byl český grafik a malíř.

## Biografie

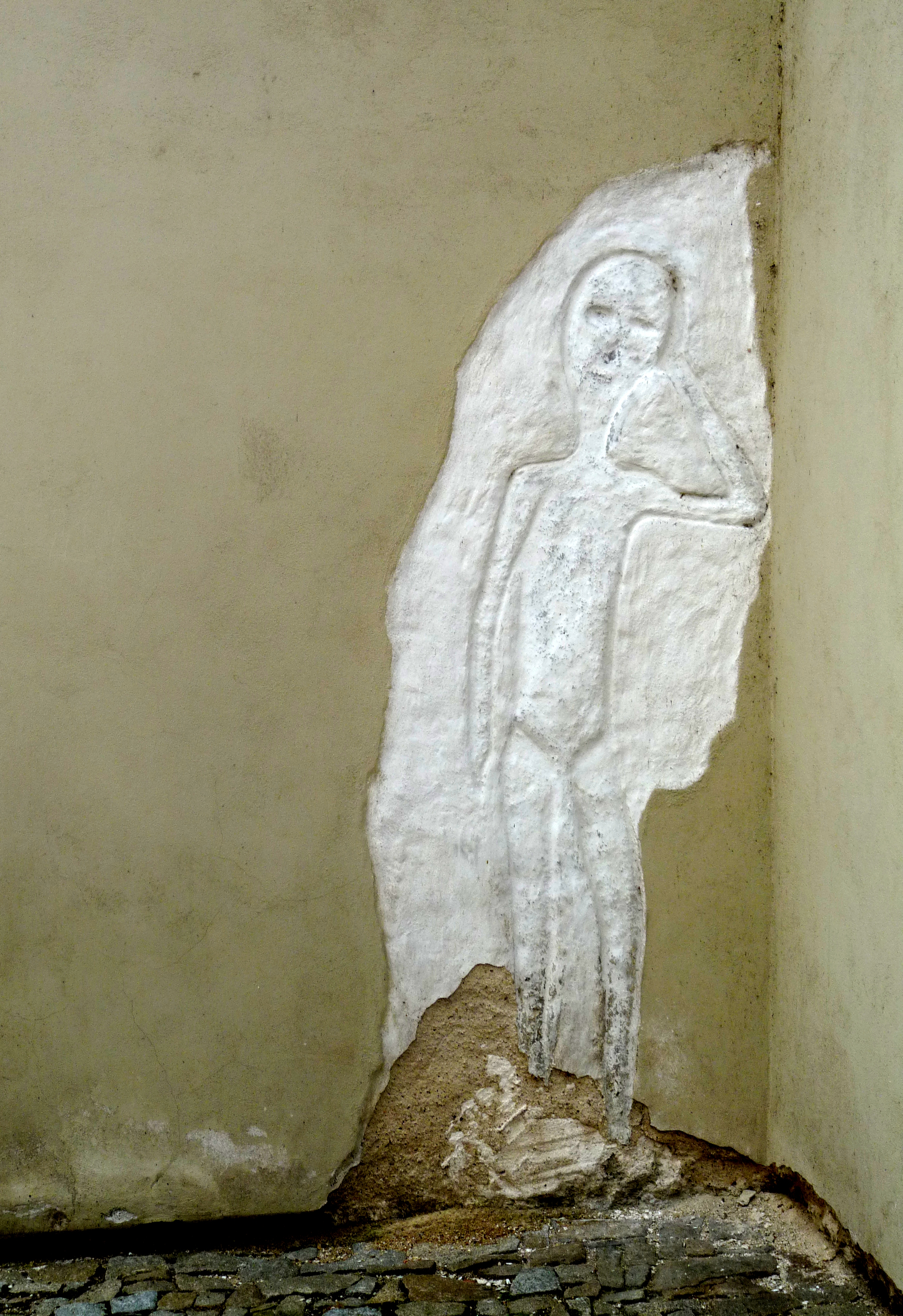
Reliéf postavy na Tichém náměstí v Třebíči.

Jiří Svoboda se narodil v roce 1970 v Třebíči, absolvoval Střední uměleckoprůmyslovou školu v Brně, kde se věnoval ateliéru užité malby a od roku 1993 studoval Fakultu výtvarných umění VUT v Brně. Tam se věnoval ateliéru grafiky u Ivana Kříže. Věnoval se primárně performanci, undergroundu a kresbě. Kreslil vzpomínkové portréty kamarádů, které měly navozovat vzpomínky na zážitky. Byl jedním z autorů prvních performancí na festivalu Zámostí v roce 1997, kdy ozvučil kanály v židovské čtvrti. Provedl také instalaci v komíně bývalé Subakovy koželužny, kde vyboural několik cihel a zachránil tak čápa, který byl uvězněn v komíně, následně pak toto přetvořil v umělecké dílo. Je autorem reliéfu postavy na domě na Tichém náměstí v Třebíči, stejně tak vytvářel vyškrabané figury na zchátralých domech v třebíčské židovské čtvrti. V polovině 90. let se věnoval epoleptům z mědi. Původně měla být jeho tvorba katalogizována, ale nakonec k tomu nedošlo a archivář Pavel Ryška je za to rád. Zemřel předčasně otravou zplodinami vadné karmy v Brně.
V roce 2019 při příležitosti 20 let od úmrtí Jiřího Svobody byla uspořádána výstava v třebíčské galerie Tympanon na Zámku Třebíč.

## Výstavy
- únor 2000, Jiří Svoboda: 1970 - 1999, Letohrádek Mitrovských, Brno
- 11. dubna 2001 – 29. dubna 2001, Jiří Svoboda: Retrospektiva, Galerie Malovaný dům, Třebíč
- 15. března 2019 – 5. května 2019, Bohém a Pupen, Galerie Tympanon, Třebíč